# Levan Akin
Levan Akin, född 14 december 1979 i Tumba församling, är en svensk filmregissör och manusförfattare. 
Vid Guldbaggegalan 2020 utsågs Akins film And Then We Danced till bästa film och Akin prisades för bästa manuskript. Vid Guldbaggegalan 2025 utsågs även hans nästa film Passage till bästa film och Akin tilldelades priset för bästa regi.

## Biografi
Akin är född i Sverige med rötter i Georgien. Han inledde sin karriär som olika former av assistent till en rad filmproduktioner på bland annat Sveriges Television och han arbetade även på  Studio 24 under produktionen av Du levande (2007). Med kortfilmen De sista sakerna (2008) vann han två priser vid Hamburgs filmfestival 2008 tillsammans med medskaparen och filmproducenten Erika Stark, som han ofta nära samarbetat med.
Akin har regisserat avsnitt av TV-serier som Livet i Fagervik (2009), Anno 1790 (2011) och Äkta människor (2012) på SVT. Hösten 2011 hade hans första egna långfilm sverigepremiär på Stockholms filmfestival, Katinkas kalas, om en grupp unga kulturintellektuellas födelsedagsfirande ett sommardygn på landet med spänningar och komplikationer. Alla skådespelare var nya, okända ansikten och tre av dem nominerades till Stockholms filmfestivals pris L'Oréal Paris Rising Star. Yohanna Idha nominerades för en Guldbagge. Filmen hade internationell premiär på Tribeca Film Festival 2012 innan den reste vidare på andra festivaler. Filmen blev hyllad i bland annat branschtidningen Variety och Wall Street Journal. Akin regisserade och skrev manus till filmatisering av ungdomsboken Cirkeln. Produktionen låg i malpåse efter problem med det ursprungliga produktionsbolaget men arbetet återupptogs och filmen fick till slut premiär februari 2015.
År 2019 hade Akins film And Then We Danced premiär. Filmen utspelar sig i Georgien och skildrar Merab som dansar i det georgiska danskompaniet och som blir kär i sin manliga rival. Georgien är ett av Europas mest homofobiska länder och under inspelningen hade filmteamet livvakter och mottog hot. And then we danced tävlade som enda svenska film vid Filmfestivalen i Cannes 2019. Den blev även utsedd till Sveriges bidrag till Oscar för bästa internationella långfilm inför Oscarsgalan 2020. Vid Guldbaggegalan 2020 utsågs filmen till bästa film och Akin prisades för bäst manuskript.
I slutet på juni 2020 valdes Levan Akin in som medlem i Amerikanska filmakademien.
År 2024 hade Akins dramafilm Passage premiär på filmfestivalen i Berlin. Filmen handlar om hur en pensionerad georgisk lärare letar efter sin försvunna systerdotter, som är transkvinna, bland Istanbuls prostituerade. Passage mottog god kritik och vid Guldbaggegalan 2025 nominerades den i sju kategorier varav den vann fyra inklusive bästa film och Akin utsågs till bästa regi.

## Filmer i urval
- 2008 – De sista sakerna (kortfilm)
- 2009 – Livet i Fagervik (TV-serie)
- 2011 – Katinkas kalas
- 2011 – Anno 1790 (TV-serie)
- 2012 – Äkta människor (TV-serie)
- 2015 – Cirkeln
- 2019 – And Then We Danced
- 2021 – Deg (TV-serie)
- 2024 – Passage